# Lepeophtheirus hospitalis
Lepeophtheirus hospitalis är en kräftdjursart som beskrevs av John Fraser 1920. Lepeophtheirus hospitalis ingår i släktet Lepeophtheirus och familjen Caligidae. Inga underarter finns listade i Catalogue of Life.